# Nelson Trad
Nelson Trad (Aquidauana, 30 de octubre de 1930 - Campo Grande, 7 de diciembre de 2011) fue un abogado y político brasileño. Ocupó el cargo de diputado federal electo por el estado de Mato Grosso del Sur.

## Biografía
Hijo de Assaf Trad y Margarida Maksoud, inmigrantes libaneses. Se casó con Therezinha Mandetta y tuvo cinco hijos: Fátima, Maria Thereza, Marquinhos, Fábio y Nelsinho.
Tres de sus hijos se han dedicado también a la política:
- Nelson Trad, elegido alcalde de Campo Grande por el PMDB entre 2005 y 2013 y senador por Mato Grosso del Sur con el PSD desde 2019.

- Marquinhos Trad, que ha sido diputado estatal de Mato Grosso del Sur por el PMDB de 2007 a 2016 y alcalde de Campo Grande por el PSD de 2017 a 2022.

- Fábio Trad, diputado federal por Mato Grosso del Sur por el PMDB de 2011 a 2016, y por el PSD desde 2016.

## Muerte
Nelson murió el día 7 de diciembre de 2011 a los 81 años en Campo Grande, Mato Grosso del Sur, Brasil.

## Afiliaciones políticas
- 1962-1965 - PTB
- 1980-1986 - PDS
- 1986-2003 - PTB
- 2003-2011 - PMDB